# Ralla buya
Ralla buya (lalla buya, ay aralla buya) is de naam van het refrein dat wordt gezongen tussen de persoonlijke gedichten van (vooral) vrouwen in de Marokkaanse Rif. Het is tegelijkertijd de naam van dit genre: ralla buya-izran.
Het ralla buya-refrein is typisch Riffijns. Volgens de Amerikaanse antropoloog David Hart is het een expressie van de Riffijnse identiteit, “een commentaar op de Riffijnse geschiedenis, dromen en ambities”. Andere deskundigen geven echter niet deze vergaande interpretatie.

## Formulering
De volledige formulering van het refrein bestaat uit een reeks van twaalf lettergrepen met een cesuur in het midden. Deze reeks geldt als matrix voor het metrum van de versregels in het ralla buya-lied. Er bestaan meerdere versies van deze matrix, zoals:
A lalla a lalla, a lalla buyani
Ayara liyara, (l)ayara labuya
Way ya ral la bu ya, way ya ral la ya ral 
A ya ralla yara, a ya ralla buya

## Betekenis
Ralla buya is min of meer te vertalen als “mevrouw (moeder), mijn vader”. Daarom meenden onderzoekers dat het refrein, dat met name gezongen wordt tijdens trouwfeesten, bedoeld is als een kinderwens voor het pasgetrouwde paar of als een verdrietige afscheidsgroet van de bruid aan haar moeder en vader. De consensus onder onderzoekers vanaf de jaren negentig is dat de woorden geen specifieke betekenis hebben en uitsluitend het metrum aangeven.
Onder Riffijnen bestaat de overtuiging dat het refrein oeroude historische wortels heeft. Sommigen menen dat het  gemaakt is ter ere van Buya, een mythische koningin van het middeleeuwse emiraat Nekor, dat in het centrum van de Rif lag. Deze Buya komt ook voor als personage in een aantal izran. In discussies op blogs wordt een relatie gelegd met de minder mythische Numidische koningin Dihya.

## Bijzonderheden
Tijdens het dankfeest voor prinses Beatrix in 2014 is een (Nederlandstalig) lied gezongen met het ralla buya-refrein, door de toen veertienjarige Nederlands-Riffijnse zangeres Numidia El Morabet.